# Iréne Theorin
Pour les articles homonymes, voir Theorin.
Lena Iréne Sofia Theorin, née le 18 juin 1963 à Gislaved (Småland), est une chanteuse d'opéra suédoise (soprano).

## Biographie
Iréne Theorin a étudié à l'Académie de musique et à l'École royale d'Opéra à Copenhague, ainsi qu'à l'école d'Opéra de Göteborg. En 1998, elle fut la seule récipiendaire de la bourse Léonie Sonning. Ses débuts professionnels eurent lieu à Copenhague, quand elle chanta le rôle de Donna Anna dans le Don Giovanni de Mozart.
Elle se produisit au Théâtre royal danois de Copenhague en 2004, au New National Theatre Tokyo en 2005 et au Centre national des arts du spectacle de Pékin la même année. Elle a interprété Isolde au festival de Bayreuth en 2008 et 2009 ainsi qu'en 2011 et 2012. Elle a interprété le rôle de La Gioconda au Gran Teatre del Liceu a Barcelona (2019).